# Elfed Morris
Elfed Morris (Colwyn Bay, 9 de junio de 1942 - ibídem, 4 de noviembre de 2013) fue un entrenador y jugador de fútbol profesional galés que jugaba en la posición de extremo.

## Biografía
Elfed Morris debutó como futbolista profesional en 1960 a los 18 años de edad con el Wrexham FC. También jugó para el Chester City FC, Halifax Town AFC, Caernarfon Town FC, Bethesda AFC, Llandudno Borough FC y para el Colwyn Bay FC, donde se retiró como futbolista en 1974 a los 32 años de edad. Durante su etapa como jugador también fue entrenador en el Caernarfon Town FC y en el Colwyn Bay FC quien se hizo con los servicios de Elfed Morris como jugador-entrenador.
Elfed Morris falleció el 4 de noviembre de 2013 a los 71 años de edad.

## Clubes

### Como futbolista
| Club                 | País       | Año         | Partidos | Goles |
| -------------------- | ---------- | ----------- | -------- | ----- |
| Wrexham FC           | Gales      | 1960 - 1962 | 9        | 6     |
| Chester City FC      | Inglaterra | 1962 - 1968 | 167      | 69    |
| Halifax Town AFC     | Inglaterra | 1968        | 9        | 2     |
| Caernarfon Town FC   | Gales      | 1968 - 1969 | ¿?       | ¿?    |
| Bethesda AFC         | Gales      | 1969 - 1970 | ¿?       | ¿?    |
| Llandudno Borough FC | Gales      | 1970        | ¿?       | ¿?    |
| Colwyn Bay FC        | Gales      | 1970 - 1972 | ¿?       | ¿?    |
| Bethesda AFC         | Gales      | 1972 - 1973 | ¿?       | ¿?    |
| Colwyn Bay FC        | Gales      | 1973 - 1974 | ¿?       | ¿?    |

### Como entrenador
| Club               | País  | Año         |
| ------------------ | ----- | ----------- |
| Caernarfon Town FC | Gales | 1968 - 1969 |
| Colwyn Bay FC      | Gales | 1972 - 1974 |

## Palmarés

### Como futbolista
Wrexham FC
- Football League Fourth Division: 1962